# Johnnie Walker

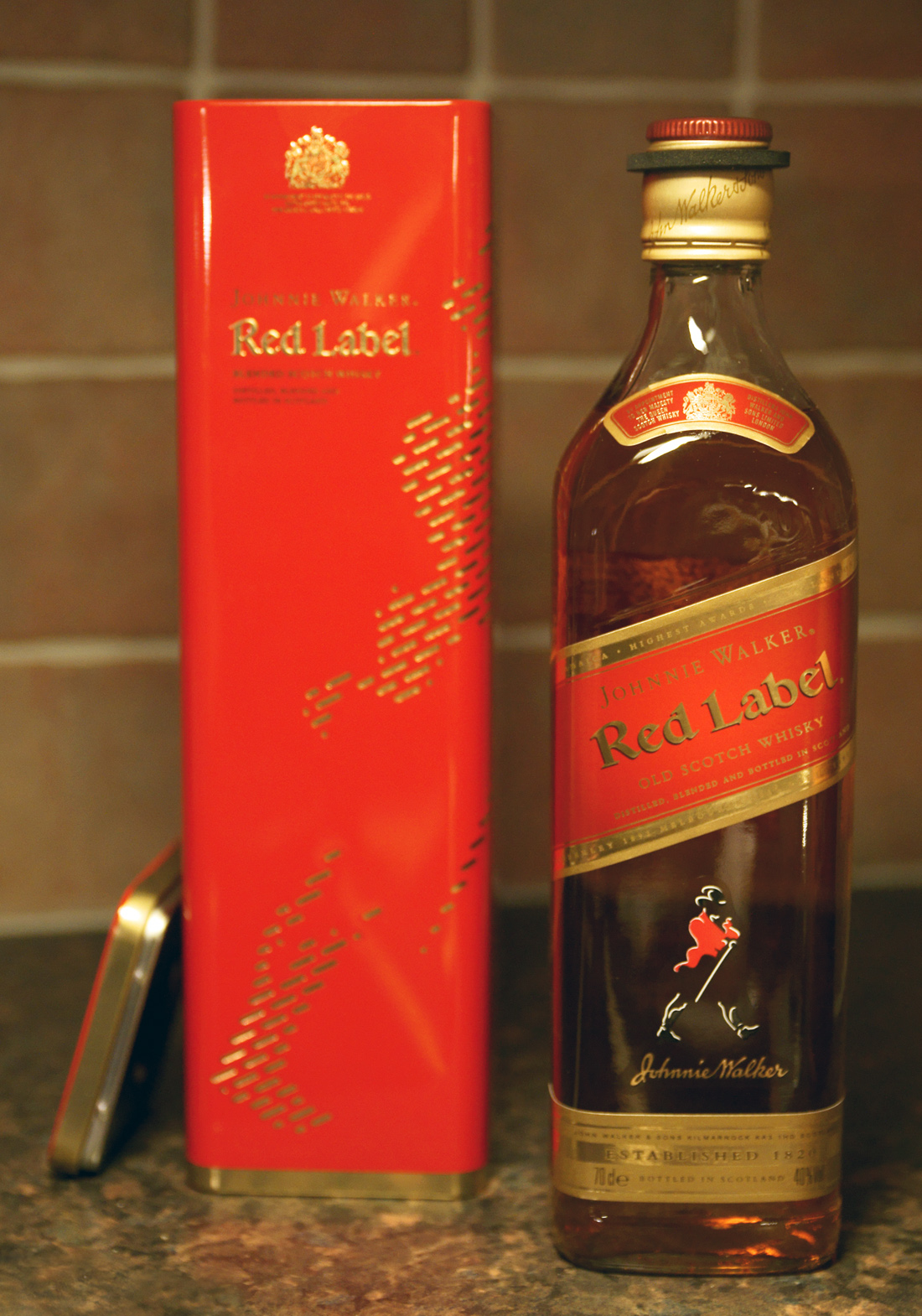
Johnnie Walkers Red Label.

Johnnie Walker är ett märke för skotsk whisky, producerad i Kilmarnock. Varumärket ägs av Diageo. Med en försäljning på 226 miljoner flaskor per år (2015) är Johnnie Walker den mest sålda skotska whiskyn i världen.

## Blandningar
- Red label Blended
- Green label vatted malt 15 år
- Golden label Blended 18 år
- Blue label Blended
- Black label Blended